# لاتکینسکی
لاتکینسکی (به لاتین: Latkinsky) یک منطقهٔ مسکونی در روسیه است که در سرزمین آلتای واقع شده‌است.